# Manoir de l'Écluse
Le manoir de l'Écluse est une demeure de la fin du XVe siècle qui se dresse sur le territoire de la commune française de Criquetot-l'Esneval, dans le département de la Seine-Maritime, en région Normandie.
Le manoir, propriété privée non ouverte à la visite, est classé au titre des monuments historiques.

## Localisation
Le manoir est situé, au lieudit l'Écluse, sur la commune de Criquetot-l'Esneval, dans le département français de la Seine-Maritime.

## Historique
Le manoir fut vraisemblablement bâti à la fin du XVe siècle, par l'une des grandes abbayes voisines, ou au début du XVIe siècle,. La terre est achetée par une famille anoblie au XVe siècle.
Le manoir fut la possession des Rallemont dès le XVIe siècle, puis des Foville et des Isnel à la fin du XVIIIe siècle, et n'a jamais été vendu. En 1998, il était la possession de la comtesse Clauzel.
Le colombier est construit au XVIIe siècle.

## Description
L'édifice a son rez-de-chaussée fait de pierre et de silex taillés ; l'étage, légèrement saillant, est en pan de bois. C'est un « exemple exceptionnel de manoir cauchois ».

## Protection
Le logis et le colombier sont classés au titre des monuments historiques par arrêté du 18 octobre 1993.

## Pour approfondir